# طویرف
طویرف (به عربی: طویرف) یک منطقهٔ مسکونی در تونس است که در استان کاف واقع شده‌است.